# Des Fretwell
Desmond „Des“ Fretwell (* 13. Juli 1955 in Herts, Herefordshire) ist ein ehemaliger britischer Radrennfahrer und nationaler Meister im Radsport.

## Sportliche Laufbahn
Er war Teilnehmer der Olympischen Sommerspiele 1980 in Moskau. Im Mannschaftszeitfahren wurde er mit Joe Waugh, Steve Jones und Bob Downs auf dem 9. Rang klassiert. Bis 1982 gewann er zahlreiche Eintagesrennen und kleinere Etappenrennen in Großbritannien. 1982 wurde er nationaler Meister im Steherrennen vor Geoff Armstrong. In dieser Disziplin startete er auch bei den UCI-Bahn-Weltmeisterschaften 1977. 1980 startete er in der Internationalen Friedensfahrt, schied aber in beiden Rundfahrten vorzeitig aus.